# Бриген Олександр Федорович
Олександр Федорович Бриген (нар. 27 (16) серпня 1792, Санкт-Петербург, Російська імперія — пом. 9 липня (27 червня) 1859, Санкт-Петербург, Російська імперія) — полковник у відставці, учасник франко-російської війни 1812 року. Масон. Декабрист. Член Союзу благоденства і Північного товариства.

## Родина і ранні роки
Батько — прем'єр-майор Фрідріх-Ернест фон-дер Бриген (пом. 1797), походив з давнього лівонського роду, служив камер-юнкером при польському дворі, а в 1784 році вступив ротмістром в російську армію. Мати — Марія Олексіївна Микешина (померла в 1852 році, другим шлюбом з Вальманом). Хрещеник Гаврила Державіна. Виховувався в Петербурзькому училищі при церкві святого Петра і в пансіоні Мейєра, переважно у професора Раупаха, слухав лекції професора Германа з політичної економії. Особливий інтерес в пансіоні Мейєра Бриген виявив до вивчення історії та класичної латинської мови.

### Дружина і діти
Дружина Софія Михайлівна Миклашевська та четверо дітей. Старша дочка Марія Олександрівна фон дер Бриген (1821 — ?), яка була одружена з глухівським маршалком Володимиром Івановичем Туманським. У них народилася донька Маріанна Володимирівна Туманська, яка в свою чергу стала матір'ю композитора Юрія Шапоріна.
Старший син Михайло (1822 — ?) мешкав у Слоуті. Разом з ним мешкала у с. Слоут і мати Софія Михайлівна.
Ще одна донька — Анастасія Олександрівна (1824 — ?) була одружена з поміщиком Казанської губернії І. П. Наумовим. А наймолодша — Любов Олександрівна (1826 — ?) мешкала у Петергоф (нині Петродворець, Санкт-Петербурзької міськради). Вона була одружена зі штаб-ротмістром лейб-гвардійського Уланського полку Василем Васильовичем Гербелем — братом відомого російського поета і видавця Миколи Гербеля.
Взимку 1857—1858 рр. Олександр Федорович Бриген мешкав у с. Слоут.

## Служба
У службу вступив в лейб-гвардії Ізмайловський полк підпрапорщиком — 14 грудня 1808 року. Учасник Вітчизняної війни 1812 року і закордонних походів, брав участь з полком у Бородінській битві, контужений. При Кульмі поранений в голову. Поручник — 7 грудня 1813 року, штабс-капітан — 22 жовтня 1816 року, капітан — 27 лютого 1819 року, полковник — 3 травня 1820 року, звільнений від служби через хворобу у вересні 1821 року. Мешкав у селі Понурівка Стародубського повіту Чернігівської губернії.

## Декабрист

### Член таємних товариств
Масон, член ложі «Петра до Істини» (Peter zur Warheit) з 1814 року. Ритор ложі. Співробітник «Військового журналу», що видавався в 1816—1819 роках, органу «Товариства військових людей», організованого при штабі гвардійського корпусу. Завданнями товариства були узагальнення і популяризація досвіду Вітчизняної війни і закордонних походів. Редактором його був Федір Глінка. Олександр Бриген співпрацював у цьому журналі.
Член Союзу благоденства з 1818 року, після повернення гвардії в Росію. Прийняли його до Союзу благоденства в Ізмайловський управу офіцери Ізмайловського полку Микола Годейн і А. А. Катенін. Член Північного товариства. У 1825 році виконував доручення Рилєєва по зв'язку Північного і Південного товариств. Був присутній на нараді Північної думи в жовтні 1823 року на квартирі Пущина. На цій нараді були розроблені умови прийому до товариства. Микита Муравйов доповідав про загальні положення розроблюваної ним конституції, Митьков про звільнення селян. Бриген знав про приїзд Пестеля в 1824 році до Санкт-Петербурга з метою з'єднання Північного і Південного товариств. У 1825 році Бриген повинен був розвідати як іде підготовка до виступу на півдні. Наприкінці вересня 1825 року він був у Київі, де зустрічався з Трубецьким, С. Муравйовим-Апостолом і Бестужевим-Рюміним. Бестужев-Рюмін повідомив Брігену про приєднання Товариства об'єднаних слов'ян до Південного товариства і про те, що Південне товариство вирішило не відкладати виступ пізніше 1826 року.
Наказ про арешт від 3 січня 1826 року, заарештований в маєтку свого тестя М. П. Миклашевського в селі Понуровка Стародубського повіту 10 січня 1826 року, привезений з Чернігова в Санкт-Петербург на головну гауптвахту 17 січня, а звідти 18 січня переведений у Петропавловську фортецю. Під час слідства Бриген стверджував, що не знав про мету товариства встановити республіку, повалити або вбити царя. Це він підтверджував і на очній ставці з Пестелем, який стверджував, що на санкт-петербурзький нараді 1820 року Бриген голосував за республіку.
Засуджений за VII розряду і по конфірмації 10 липня 1826 року засуджений на каторжні роботи на 2 роки, термін скорочений до 1 року — 22 серпня 1826 року. Відправлений з Петропавлівської фортеці до Сибіру — 15 лютого 1827 року.

### У Сибіру
Покарання відбував у Читинському острозі. Після відбуття терміну доправлений на поселення в м. Пелим Тобольської губернії, куди прибув з Іркутська 23 липня 1828 року. Дружина, Софія Михайлівна Бриген, ще 1827 року просила дозволу приїхати з дітьми на місце поселення чоловіка. Проте їй було відмовлено у переїзді до Сибіру разом з дітьми. С. М. Бриген була змушена відмовитися від переїзду до чоловіка, так як залишити чотирьох дітей у рідних у неї можливості не було. В очікуванні сім'ї Бриг побудував у Пелимі дерев'яний трикімнатний будинок, у якому прожив до 1836 року. У Пелимі він багато займався філософією, історією, збирав відомості про засланих сюди Мініха і Ернста Йогана Бірона. Про переведення з Пелима почав клопотати в 1831 році. Клопотання генерал-губернатора Західного Сибіру Вельямінова про переведення його через хворобу в місто Курган Тобольської губернії Миколою I було відхилено. Переїзд відбувся лише в березні 1836 року. У січні 1838 року було дозволено вступити на цивільну службу канцелярським служителем 4 розряду, в кінці квітня 1848 року отримав колезького реєстратора. У березні-червні 1850 року перебував під слідством, оскільки будучи засідателем Курганського окружного суду, звинуватив місцеву владу в організації вбивства селянина М. Є. Власова, і за неналежну його статусу поведінку переведений засідателем у Туринський окружний суд у червні 1850 року. Тільки на початку березня 1855 року Бригена переводять назад в Курган. У 1856 році дослужився до титулярного радника.

## Після амністії
Після амністії 26 серпня 1856 року звільнений зі служби зі збереженням одержуваної платні (285 рублів) як довічної щорічної допомоги, дозволено жити під наглядом де завгодно, крім столиць. Виїхав з Кургану у Глухівський повіт 12 червня 1857 року. Жив у молодшої дочки в Петергофі з лютого 1858 року, дозволено жити у Санкт-Петербурзі — 20 липня 1858 року. У 1859 році дозволено носити медаль в пам'ять Вітчизняної війни 1812 і Кульмський хрест. Помер у Петербурзі і похований на Волковому православному цвинтарі.

## Нагороди
- Георгіївська зброя;
- Орден святого Володимира 4 ступеня з бантом;
- Кульмський хрест.

## Спадщина
Мемуарів не залишив. Автор історичних творів « Анекдот», «Записки Кайя Юлія Кесаря», «Походження Павла I».